# Kurt Kowarz

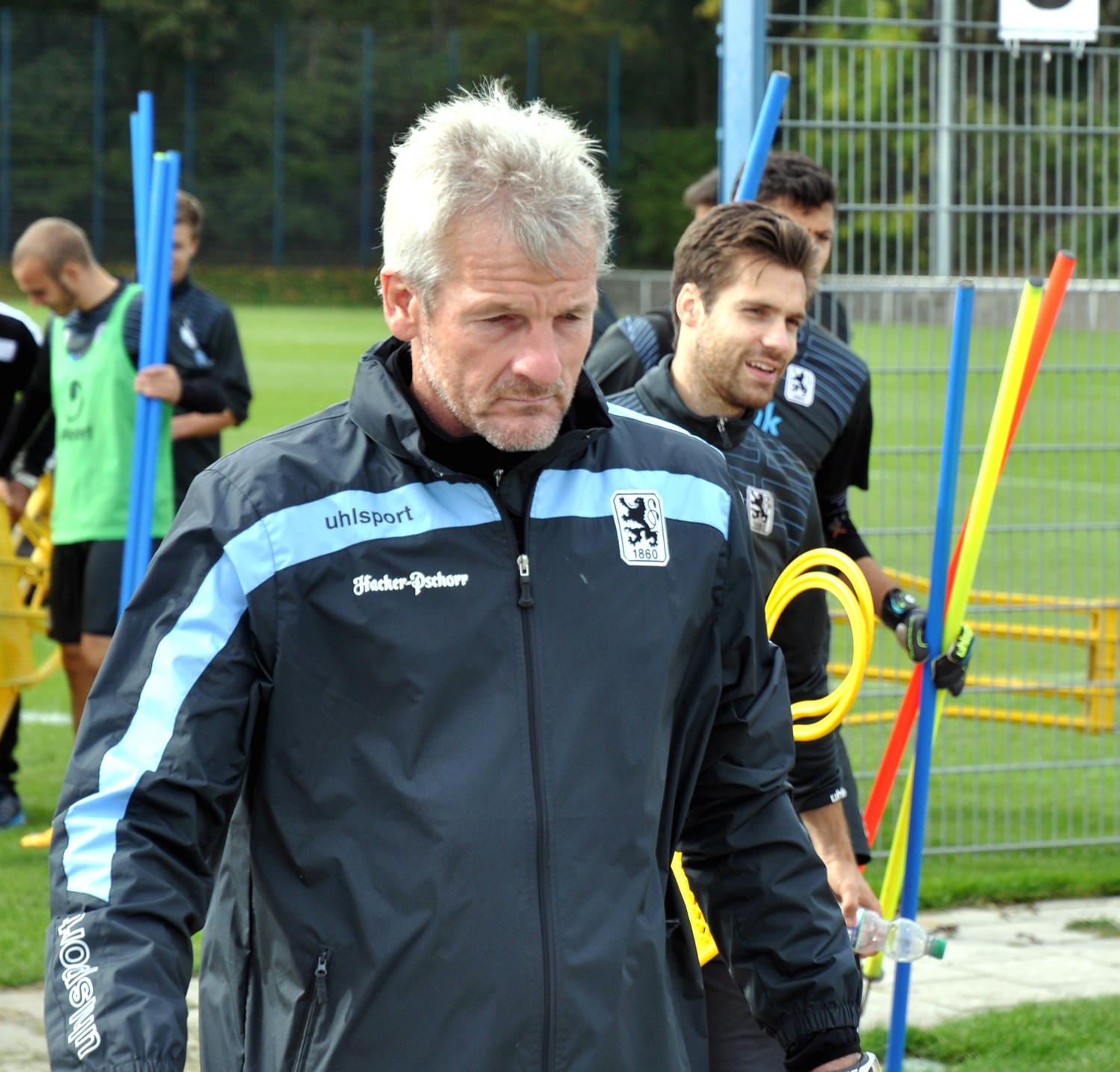
Kurt Kowarz, 2014

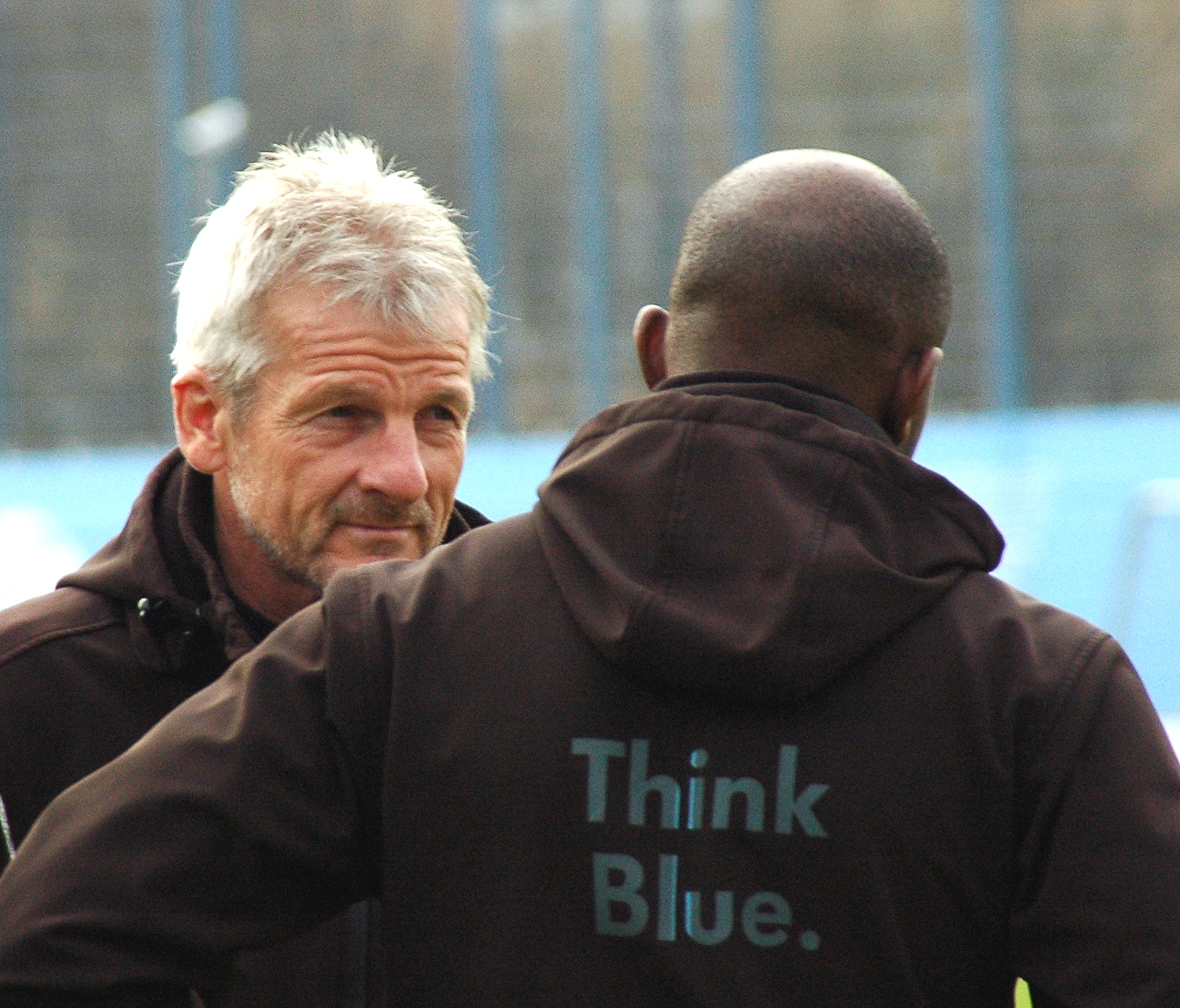
Kurt Kowarz, 2015, mit seinem Co-Trainer Collin Benjamin

Kurt Kowarz (* 12. April 1958 in Ulmbach) ist ein ehemaliger Fußballtorwart und arbeitet jetzt als Fußballtrainer.
Kowarz spielte von 1988 bis 1994 beim 1. FC Nürnberg und kam zu 11 Bundesliga-Einsätzen. Kowarz war bei Nürnberg zweiter Mann hinter Andreas Köpke und kam daher auch nur zu Einsätzen, wenn Köpke verletzt oder aufgrund roter Karten gesperrt war.

## Karriere
Seine Karriere begann „Kurti“ Kowarz bei der SG Germania Ulmbach, wechselte dann zur SG Bad Soden und wurde dort 1980 Meister der hessischen Landesliga, was gleichzeitig den Aufstieg in die Fußball-Oberliga Hessen bedeutete. Im Sommer 1982 wechselte er zum Oberligisten VfR Bürstadt, um im selben Jahr nur denkbar knapp in der Aufstiegsrunde zur 2. Fußball-Bundesliga zu scheitern. Im darauffolgenden Jahr gelang dann der Aufstieg in die 2. Bundesliga. Kowarz absolvierte in der Saison 1983/84 als einziger alle 38 Zweitligaspiele, doch auch er konnte mit gewohnt guten Leistungen den sofortigen Wiederabstieg nicht verhindern. Kowarz wechselte zum Zweitliga-Aufsteiger Viktoria Aschaffenburg, ab 1986 spielte er für Rot-Weiß Oberhausen. Nachdem in der Saison 1987/88 Rot-Weiß Oberhausen wegen finanzieller Unregelmäßigkeiten die Lizenz entzogen wurde, war er wochenlang arbeitslos.
Kurioserweise fand Kowarz seinen neuen Arbeitgeber über einen Bericht im kicker Sportmagazin. Der 1. FC Nürnberg suchte dort einen Ersatzmann für Andreas Köpke – Kurt Kowarz absolvierte ein überzeugendes Probetraining und erhielt noch für die laufende Saison 1988/89 einen Vertrag beim Bundesligisten 1. FC Nürnberg. Er kam dort in seiner Zeit von 1988 bis 1994 lediglich zu 11 Bundesliga-Einsätzen, da er mit Köpke eine enge Freundschaft schloss und klaglos die Ausnahmestellung von Köpke und somit auch seine Position als zweiter Torwart akzeptierte.
In seiner letzten Saison beim Club kam Kowarz zu keinem Einsatz mehr, der 1. FC Nürnberg stieg in die 2. Bundesliga ab, Köpke wechselte zur Eintracht nach Frankfurt. Kowarz war wieder vereinslos, ehe er 1995 als Spielertrainer im Amateurbereich beim FV Steinau in Hessen weitermachte. Mit dem FV Steinau gelang ihm dreimal der Aufstieg bis hin in die Oberliga Hessen. Ab 1998 war Kurt Kowarz Torwarttrainer bei Arminia Bielefeld, und schon dort kreuzten sich die Wege mit Zdenko Miletić, mit welchem er später beim FC Augsburg wieder trainierte. Danach war Kowarz in einem Talentförderprogramm des DFB tätig.
Kurt Kowarz war seit der Saison 2002/03 als Trainerassistent beim FC Augsburg tätig, mit dem ihm 2006 der langersehnte Aufstieg in die 2. Bundesliga gelang. Am 2. Januar 2008 wurde er mit sofortiger Wirkung vom Dienst freigestellt. Am 17. Januar 2009 wurde der Fußballlehrer als neuer Cheftrainer des TSV Rain am Lech (Bayernliga) vorgestellt. Dort stand er bis zum 30. Juni 2011 unter Vertrag.
Zusätzlich ist Kurt Kowarz für den DFB als Torwarttrainer tätig. Vom 3. Januar 2008 bis zum 15. Januar 2009 betreute er die deutsche U-19-Fußballnationalmannschaft und nahm an der U-19-Fußball-Europameisterschaft 2008 teil, welche Deutschland gewann.
Vom 16. Januar 2009 bis zum 30. Juni 2009 war er für die deutsche Fußballnationalmannschaft (U-21-Männer) tätig, welche die U-21-Fußball-Europameisterschaft 2009 gewann.
Seit dem 1. Juli 2009 ist er der zuständige Torwarttrainer der deutschen U-20-Fußballnationalmannschaft, die das WM-Viertelfinale bei der Junioren-Fußballweltmeisterschaft 2009 erreichte.
Zuletzt war Kurt Kowarz Torwarttrainer bei 1860 München, wo er am 22. Juni 2016 freigestellt worden ist.

## Erwähnenswertes
- Kurt Kowarz und Andreas Köpke produzierten 1994 gemeinsam den einstündigen Videolehrfilm Professionelles Torwarttraining mit Andreas Köpke und Kurt Kowarz, welcher noch heute auf DVD erhältlich ist.
- Kurt Kowarz gelang es, als Torwart wie auch als Fußballtrainer von den niedrigsten Spielklassen bis hinauf in die Bundesliga aufzusteigen.